# Rot-Weiß Walldorf
Der SV Rot-Weiß Walldorf ist ein 1914 gegründeter Sportverein aus der südhessischen Stadt Mörfelden-Walldorf. In der Geschichte des heutigen Breitensportvereins spielten überregional vor allem die Fußballspieler eine wichtige Rolle. Vor 1945 nur ein Mal, 1931/32, in der höchsten Spielklasse aufgetaucht, spielte die Mannschaft nach dem Zweiten Weltkrieg ab 1951 vier Jahre lang in der obersten hessischen Liga. Ende der 1980er Jahre kehrte der Verein in den höherklassigen Fußball zurück, von 1988 bis 1995 und erneut seit 2019 spielt Rot-Weiß in der Oberliga Hessen. Neben Fußball werden beim SV Rot-Weiß unter anderem die Sportarten Tischtennis und Sportkegeln betrieben.

## Geschichte der Fußballabteilung
Der Verein wurde 1914 als FV Viktoria Walldorf gegründet, als Gründungsdatum gilt der 1. Januar. Bedingt durch den Ausbruch des Ersten Weltkrieges im selben Jahr trat die Mannschaft in den ersten fünf Jahren ihres Bestehens noch nicht zu Verbandsspielen an, erst 1918 erfolgte die Aufnahme in den Süddeutschen Fußball-Verband, und zur Saison 1919/20 nahm der FV Viktoria den Spielbetrieb in der untersten Liga, der C-Klasse, auf. Zwei Jahre später war die B- und 1924 die A-Klasse erreicht. 1927 erfolgte die Umbenennung des Fußballvereins in SV Rot-Weiß Walldorf und im selben Jahr gelang der Aufstieg in die Kreisliga Starkenburg, man bewegte sich damit auf der damals zweithöchsten Spielstufe im deutschen Fußball. 1930 noch im Entscheidungsspiel an Viktoria Urberach gescheitert, stieg die Mannschaft im Jahr darauf zur Saison 1931/32 in die Bezirksliga Main/Hessen auf und spielte damit mit Vereinen wie dem FSV Mainz 05, Wormatia Worms und Darmstadt 98 in einer Liga. Nach nur einem Jahr endete der Höhenflug aber schon wieder mit dem Abstieg in die Zweitklassigkeit. In den Jahren des Zweiten Weltkrieges ruhte der Spielbetrieb weitgehend.
Nach dem Krieg wurde auf der zweithöchsten Amateurebene neu begonnen. 1949/50 wurde der Aufstieg in die oberste hessische Spielklasse nur knapp verpasst, im Jahr darauf gelang unter Spielertrainer „Bubi“ Armbruster, einem gebürtigen Walldorfer, der zuvor lange für den FSV Frankfurt gespielt hatte, gelang der Sprung schließlich. Neben Armbruster zählten Linksaußen und Hessen-Auswahlspieler Schubert, Torjäger Schäfer und Mittelläufer Fischer zu den Stützen der Mannschaft. Die „Rot-Weißen“ konnten sich aber nur vier Jahre im Amateuroberhaus behaupten. Nach dem Abstieg 1955 brach die Mannschaft auseinander und es folgte ein Absturz in die A-Klasse, der allerdings durch den direkten Wiederaufstieg in die 2. Amateurliga abgefedert wurde. Bis 1965 hielt man sich in der vierthöchsten Spielstufe, in diesem Jahr verabschiedete sich der SC Rot-Weiß mit der Nichtqualifikation für die neue Gruppenliga für zwei Jahrzehnte aus dem überregionalen Fußball.
Der erneute Aufstieg der Rot-Weißen ab 1986 ist eng mit dem Namen Heinz Wulf verbunden. Dem neuen, ehrgeizigen Übungsleiter aus Sindlingen gelang es innerhalb kurzer Zeit, Nachwuchskräfte in den Kader einzubinden und durch gezielte Verstärkungen von außen wie dem Torhüter Jetter vom FSV Frankfurt, dem ebenfalls aus Sindlingen gekommenen Torjäger Erich Rodler sowie Folker Liebe eine schlagkräftige Mannschaft aufzubauen. Bereits 1988 gelang der Aufstieg in die Oberliga Hessen. Als „billigste Mannschaft der Oberliga“ schlug sich die Wulf-Elf über mehrere Spielzeiten wacker im hessischen Oberhaus, was vor allem der Nachwuchsarbeit und der Pflege der zweiten und dritten Mannschaft sowie einigen wenigen Neuzugängen zu verdanken war, die selbst den Abgang von Leistungsträgern kompensieren konnten. In der Saison 1991/92 war man am dritten Spieltag sogar Tabellenführer und mit der 2. Bundesliga kurzzeitig in Tuchfühlung. Mit dem achten Tabellenplatz am Rundenende in dieser sowie in der darauf folgenden Saison erreichte Rot-Weiß Walldorf den Zenit der jüngeren Vergangenheit. Trainer Wulf hatte den Verein 1992 verlassen, und unter seinen Nachfolgern Dieter Menzel, Timo Zahnleiter und Jürgen Sparwasser begann der Abstieg in die tieferen Spielklassen. 1995 fand man sich in der Landesliga, 1996 in der Bezirksoberliga und 1997 in der Bezirksliga wieder, anschließend wäre man fast in die Kreisliga abgestürzt. 
Unter Holger Anthes kehrte der SV Rot-Weiß 2002 in die Bezirksoberliga zurück und verpasste 2004 als Vizemeister den Sprung in die Landesliga erst in der Relegation. 2011 gelang schließlich über die Vizemeisterschaft in der Gruppenliga Darmstadt und drei Siege in der Relegationsrunde der Aufstieg in die zweithöchste hessische Spielklasse, die Verbandsliga Hessen Süd. Als 15. der Tabelle mussten die Rot-Weißen am Ende der Saison erneut in die Relegation gehen, die Klasse konnte nicht gehalten werden. Es folgten sechs Jahre in der Gruppenliga, bis zum Ende der Saison 2017/18 erneut der Meistertitel geholt wurde. In der Folgesaison gelang Trainer Martin Max mit den Rot-Weißen die zweite Meisterschaft in Folge und 2019 damit den Durchmarsch und die Rückkehr in die Hessenliga, der Walldorf zuletzt 1995 angehört hatte.
Für die gute Jugendarbeit im Verein spricht, dass sowohl die A-Junioren als auch die B-Junioren des Vereins in den Hessenligen der Junioren antreten.

### Bekannte Spieler
- Niklas Süle (später TSG 1899 Hoffenheim, FC Bayern München, Borussia Dortmund)
- Kevin Pezzoni (später Blackburn Rovers, 1. FC Köln, Erzgebirge Aue)
- Carsten Nulle (später u. a. FSV Frankfurt, Rot-Weiß Oberhausen, Fortuna Düsseldorf, SC Freiburg, SC Paderborn 07)
- Angelo Barletta (später u. a. FSV Frankfurt, VfL Osnabrück)
- Hans Richter (zuvor u. a. FC Karl-Marx-Stadt, 1. FC Lokomotive Leipzig)
- Dietmar Rompel (zuvor u. a. Eintracht Frankfurt und FSV Frankfurt)
- Wolfgang Schäfer (zuvor u. a. Bayer 05 Uerdingen, dort Gewinn des DFB-Pokal 1985)
- Pau Babot (Nationalspieler Andorras)

## Weitere Sportarten
Obwohl der Fußball stets die zentrale Rolle im Verein spielte, versteht sich der SV Rot-Weiß Walldorf als Breitensportverein. Seit 1962 wird bei Rot-Weiß Tischtennis gespielt, die Kegel-Abteilung wurde 1974 gegründet. Daneben gibt es noch eine Badminton-, Gymnastik- und eine Musik-Sparte.

## Spielstätte
Der SV Rot-Weiß Walldorf ist im Waldstadion an der Okrifteler Straße zuhause. Das Stadion fasst 6000 Zuschauer.